# غلين بيك
غلين إدوارد لي بيك (بالإنجليزية: Glenn Beck، مواليد 10 فبراير 1964)‏ مذيع ومقدم برامج تلفزيونية وكاتب ورجل أعمال ومعلق سياسي أمريكي. يقدم برنامج غلين بيك (بالإنجليزية: The Glenn Beck Program)‏ وهو برنامج إذاعي حواري ذو انتشار واسع في الولايات المتحدة تذيعه بريمير راديو نيتوركس (بالإنجليزية: Premiere Radio Networks)‏ فضلاً عن برنامج الأخبار على قناة فوكس نيوز. اشتهر بتأييده القوي لإسرائيل وكراهيته للمسلمين . تصدرت ستة من كتبه قائمة النيويورك تايمز للكتب الأكثر مبيعاً حيث حلت خمسة منها في المرتبة الأولى عند صدورها. وبيك هو المؤسس والرئيس التنفيذي لـميركيري راديو أرتس (بالإنجليزية: Mercury Radio Arts)‏ وهي شركة إنتاج تتولى إنتاج المحتوى للإذاعة والتلفزيون والنشر والمسرح والإنترنت.
حاز بيك على الشهرة والثروة بالإضافة إلى إثارته الجدل وزوبعة من الانتقادات. يمدحه مريدوه كمحام أساسي عن القيم التقليدية الأمريكية من التقدمية العلمانية بينما يدعي منتقدوه ترويجه لنظريات المؤامرة وينتقدون أسلوب حديثه الرامي إلى الفوز بنسب المشاهدة المرتفعة.
خلال رئاسة باراك أوباما ، روج بيك للعديد من الأكاذيب ونظريات المؤامرة حول أوباما وإدارته وجورج سوروس وآخرين، وقد رفع طالب عربي عبد الرحمن الحربي دعوى تشهير ضد بيك ومؤسساته لأنه اتهمه كاذبًا بالمشاركة في تفجير مارثون بوسطن رغم براءته التي أكدتها المحكمة وأنه مجرد أحد الضحايا، وتمت تسوية القضية سريًا في سبتمبر 2016.

## وصلات خارجية
- غلين بيك على موقع IMDb (الإنجليزية)
- غلين بيك على موقع الموسوعة البريطانية (الإنجليزية)
- غلين بيك على موقع مونزينجر (الألمانية)
- غلين بيك على موقع ميوزك برينز (الإنجليزية)
- غلين بيك على موقع إن إن دي بي (الإنجليزية)
- غلين بيك على موقع قاعدة بيانات الفيلم (الإنجليزية)
- الموقع الرسمي لغلين بيك
- صفحة برنامج غلين بيك على الموقع الرسمي لفوكس نيوز